# Lista de bens tombados em São Luiz do Paraitinga
A lista de bens tombados de São Luiz do Paraitinga reúne itens do patrimônio cultural e histórico de São Luiz do Paraitinga. Os tombamentos estaduais foram realizados pelo Conselho de Defesa do Patrimônio Histórico, Arqueológico, Artístico e Turístico (CONDEPHAAT). Algumas construções são também reconhecidas pelo IPHAN, no contexto de preservação do patrimônio cultural e histórico brasileiro.
Com aproximadamente 450 edificações de interesse histórico e paisagístico, a cidade de São Luiz de Paraitinga é a cidade do Estado de São Paulo com o maior número de sobrados e casas térreas tombadas pelo CONDEPHAAT.
| Imagem | Bem | Data de fundação | Coordenadas                  | Tombamento                                                                      | Referência |
| ------ | --- | ---------------- | ---------------------------- | ------------------------------------------------------------------------------- | ---------- |
|        | Asilo de São Luiz do Paraitinga                                                                           |                  | 23° 13′ 28″ S, 45° 18′ 32″ O | bem tombado pelo CONDEPHAAT                                                     |            |
|        | Capela Nossa Senhora das Mercês                                                                           | 1814             | 23° 13′ 25″ S, 45° 18′ 36″ O | bem tombado pelo CONDEPHAAT Património de Influência Portuguesa (base de dados) |            |
|        | Casa Agricultura de São Luiz do Paraitinga                                                                |                  |                              | bem tombado pelo CONDEPHAAT                                                     |            |
|        | Casa de Oswaldo Cruz                                                                                      |                  | 23° 13′ 24″ S, 45° 18′ 33″ O | bem tombado pelo CONDEPHAAT bem tombado pelo IPHAN                              |            |
|        | Conjunto histórico e paisagístico                                                                         |                  | 23° 13′ 16″ S, 45° 18′ 34″ O | bem tombado pelo IPHAN bem tombado pelo CONDEPHAAT                              |            |
|        | Edifício à Praça Euclides Vaz de Campos, 10                                                               |                  |                              | bem tombado pelo CONDEPHAAT                                                     |            |
|        | Edifício à Praça Euclides Vaz de Campos, 12                                                               |                  |                              | bem tombado pelo CONDEPHAAT                                                     |            |
|        | Edifício à Praça Euclides Vaz de Campos, 4                                                                |                  |                              | bem tombado pelo CONDEPHAAT                                                     |            |
|        | Edifício à Praça Euclides Vaz de Campos, 5                                                                |                  |                              | bem tombado pelo CONDEPHAAT                                                     |            |
|        | Edifício à Praça Euclides Vaz de Campos, 7                                                                |                  |                              | bem tombado pelo CONDEPHAAT                                                     |            |
|        | Edifício à Praça Euclides Vaz de Campos, 750                                                              |                  |                              | bem tombado pelo CONDEPHAAT                                                     |            |
|        | Edifício à Praça Euclides Vaz de Campos, 760                                                              |                  |                              | bem tombado pelo CONDEPHAAT                                                     |            |
|        | Edifício à Praça Euclides Vaz de Campos, 800                                                              |                  |                              | bem tombado pelo CONDEPHAAT                                                     |            |
|        | Edifício à Praça Euclides Vaz de Campos, 9                                                                |                  |                              | bem tombado pelo CONDEPHAAT                                                     |            |
|        | Edifício à Praça Oswaldo Cruz, 1                                                                          |                  |                              | bem tombado pelo CONDEPHAAT                                                     |            |
|        | Edifício à Praça Oswaldo Cruz, 10                                                                         |                  |                              | bem tombado pelo CONDEPHAAT                                                     |            |
|        | Edifício à Praça Oswaldo Cruz, 12                                                                         |                  |                              | bem tombado pelo CONDEPHAAT                                                     |            |
|        | Edifício à Praça Oswaldo Cruz, 13                                                                         |                  |                              | bem tombado pelo CONDEPHAAT                                                     |            |
|        | Edifício à Praça Oswaldo Cruz, 14                                                                         |                  |                              | bem tombado pelo CONDEPHAAT                                                     |            |
|        | Edifício à Praça Oswaldo Cruz, 18                                                                         |                  |                              | bem tombado pelo CONDEPHAAT                                                     |            |
|        | Edifício à Praça Oswaldo Cruz, 19                                                                         |                  |                              | bem tombado pelo CONDEPHAAT                                                     |            |
|        | Edifício à Praça Oswaldo Cruz, 2                                                                          |                  |                              | bem tombado pelo CONDEPHAAT                                                     |            |
|        | Edifício à Praça Oswaldo Cruz, 20                                                                         |                  |                              | bem tombado pelo CONDEPHAAT                                                     |            |
|        | Edifício à Praça Oswaldo Cruz, 21                                                                         |                  |                              | bem tombado pelo CONDEPHAAT                                                     |            |
|        | Edifício à Praça Oswaldo Cruz, 22                                                                         |                  |                              | bem tombado pelo CONDEPHAAT                                                     |            |
|        | Edifício à Praça Oswaldo Cruz, 23                                                                         |                  |                              | bem tombado pelo CONDEPHAAT                                                     |            |
|        | Edifício à Praça Oswaldo Cruz, 24                                                                         |                  |                              | bem tombado pelo CONDEPHAAT                                                     |            |
|        | Edifício à Praça Oswaldo Cruz, 3                                                                          |                  |                              | bem tombado pelo CONDEPHAAT                                                     |            |
|        | Edifício à Praça Oswaldo Cruz, 4                                                                          |                  |                              | bem tombado pelo CONDEPHAAT                                                     |            |
|        | Edifício à Praça Oswaldo Cruz, 5                                                                          |                  |                              | bem tombado pelo CONDEPHAAT                                                     |            |
|        | Edifício à Praça Oswaldo Cruz, 6                                                                          |                  |                              | bem tombado pelo CONDEPHAAT                                                     |            |
|        | Edifício à Praça Oswaldo Cruz, 7                                                                          |                  |                              | bem tombado pelo CONDEPHAAT                                                     |            |
|        | Edifício à Praça Oswaldo Cruz, 8                                                                          |                  |                              | bem tombado pelo CONDEPHAAT                                                     |            |
|        | Edifício à Praça Oswaldo Cruz, 9                                                                          |                  |                              | bem tombado pelo CONDEPHAAT                                                     |            |
|        | Edifício à Praça Oswaldo Cruz, s/n (ao lado do nº 14)                                                     |                  |                              | bem tombado pelo CONDEPHAAT                                                     |            |
|        | Edifício à Praça Oswaldo Cruz, s/n (ao lado do nº 18)                                                     |                  |                              | bem tombado pelo CONDEPHAAT                                                     |            |
|        | Edifício à Praça Oswaldo Cruz, s/n (entre o nº 4 e o nº 5)                                                |                  |                              | bem tombado pelo CONDEPHAAT                                                     |            |
|        | Edifício à Rua 31 de Março, 11                                                                            |                  |                              | bem tombado pelo CONDEPHAAT                                                     |            |
|        | Edifício à Rua 31 de Março, 1100                                                                          |                  |                              | bem tombado pelo CONDEPHAAT                                                     |            |
|        | Edifício à Rua 31 de Março, 1120                                                                          |                  |                              | bem tombado pelo CONDEPHAAT                                                     |            |
|        | Edifício à Rua 31 de Março, 1130                                                                          |                  |                              | bem tombado pelo CONDEPHAAT                                                     |            |
|        | Edifício à Rua 31 de Março, 26                                                                            |                  |                              | bem tombado pelo CONDEPHAAT                                                     |            |
|        | Edifício à Rua 31 de Março, 700                                                                           |                  |                              | bem tombado pelo CONDEPHAAT                                                     |            |
|        | Edifício à Rua 31 de Março, 850                                                                           |                  |                              | bem tombado pelo CONDEPHAAT                                                     |            |
|        | Edifício à Rua 31 de Março, 860                                                                           |                  |                              | bem tombado pelo CONDEPHAAT                                                     |            |
|        | Edifício à Rua 31 de Março, 870                                                                           |                  |                              | bem tombado pelo CONDEPHAAT                                                     |            |
|        | Edifício à Rua 31 de Março, 880                                                                           |                  |                              | bem tombado pelo CONDEPHAAT                                                     |            |
|        | Edifício à Rua 31 de Março, 970 (garagem)                                                                 |                  |                              | bem tombado pelo CONDEPHAAT                                                     |            |
|        | Edifício à Rua 31 de Março, garagem (entre garagem e s/n)                                                 |                  |                              | bem tombado pelo CONDEPHAAT                                                     |            |
|        | Edifício à Rua 31 de Março, garagem (entre o nº 1100 e garagem)                                           |                  |                              | bem tombado pelo CONDEPHAAT                                                     |            |
|        | Edifício à Rua 31 de Março, garagem (esquina com a Praça)                                                 |                  |                              | bem tombado pelo CONDEPHAAT                                                     |            |
|        | Edifício à Rua 31 de Março, s/n (entre garagem e nº 970)                                                  |                  |                              | bem tombado pelo CONDEPHAAT                                                     |            |
|        | Edifício à Rua 31 de Março, s/n (entre nº 26 e garagem)                                                   |                  |                              | bem tombado pelo CONDEPHAAT                                                     |            |
|        | Edifício à Rua 31 de Março, s/n (entre o nº 1120 e o nº 1100)                                             |                  |                              | bem tombado pelo CONDEPHAAT                                                     |            |
|        | Edifício à Rua Barão de Paraitinga, 1                                                                     |                  |                              | bem tombado pelo CONDEPHAAT                                                     |            |
|        | Edifício à Rua Barão de Paraitinga, 10                                                                    |                  |                              | bem tombado pelo CONDEPHAAT                                                     |            |
|        | Edifício à Rua Barão de Paraitinga, 11                                                                    |                  |                              | bem tombado pelo CONDEPHAAT                                                     |            |
|        | Edifício à Rua Barão de Paraitinga, 12                                                                    |                  |                              | bem tombado pelo CONDEPHAAT                                                     |            |
|        | Edifício à Rua Barão de Paraitinga, 13                                                                    |                  |                              | bem tombado pelo CONDEPHAAT                                                     |            |
|        | Edifício à Rua Barão de Paraitinga, 14                                                                    |                  |                              | bem tombado pelo CONDEPHAAT                                                     |            |
|        | Edifício à Rua Barão de Paraitinga, 15                                                                    |                  |                              | bem tombado pelo CONDEPHAAT                                                     |            |
|        | Edifício à Rua Barão de Paraitinga, 16                                                                    |                  |                              | bem tombado pelo CONDEPHAAT                                                     |            |
|        | Edifício à Rua Barão de Paraitinga, 17                                                                    |                  |                              | bem tombado pelo CONDEPHAAT                                                     |            |
|        | Edifício à Rua Barão de Paraitinga, 18                                                                    |                  |                              | bem tombado pelo CONDEPHAAT                                                     |            |
|        | Edifício à Rua Barão de Paraitinga, 2                                                                     |                  |                              | bem tombado pelo CONDEPHAAT                                                     |            |
|        | Edifício à Rua Barão de Paraitinga, 20                                                                    |                  |                              | bem tombado pelo CONDEPHAAT                                                     |            |
|        | Edifício à Rua Barão de Paraitinga, 22                                                                    |                  |                              | bem tombado pelo CONDEPHAAT                                                     |            |
|        | Edifício à Rua Barão de Paraitinga, 24                                                                    |                  |                              | bem tombado pelo CONDEPHAAT                                                     |            |
|        | Edifício à Rua Barão de Paraitinga, 26                                                                    |                  |                              | bem tombado pelo CONDEPHAAT                                                     |            |
|        | Edifício à Rua Barão de Paraitinga, 3                                                                     |                  |                              | bem tombado pelo CONDEPHAAT                                                     |            |
|        | Edifício à Rua Barão de Paraitinga, 38                                                                    |                  |                              | bem tombado pelo CONDEPHAAT                                                     |            |
|        | Edifício à Rua Barão de Paraitinga, 4                                                                     |                  |                              | bem tombado pelo CONDEPHAAT                                                     |            |
|        | Edifício à Rua Barão de Paraitinga, 5                                                                     |                  |                              | bem tombado pelo CONDEPHAAT                                                     |            |
|        | Edifício à Rua Barão de Paraitinga, 56                                                                    |                  |                              | bem tombado pelo CONDEPHAAT                                                     |            |
|        | Edifício à Rua Barão de Paraitinga, 6                                                                     |                  |                              | bem tombado pelo CONDEPHAAT                                                     |            |
|        | Edifício à Rua Barão de Paraitinga, 7                                                                     |                  |                              | bem tombado pelo CONDEPHAAT                                                     |            |
|        | Edifício à Rua Barão de Paraitinga, 8                                                                     |                  |                              | bem tombado pelo CONDEPHAAT                                                     |            |
|        | Edifício à Rua Barão de Paraitinga, 9                                                                     |                  |                              | bem tombado pelo CONDEPHAAT                                                     |            |
|        | Edifício à Rua Barão de Paraitinga, s/n (garagem ao lado do nº 15)                                        |                  |                              | bem tombado pelo CONDEPHAAT                                                     |            |
|        | Edifício à Rua Barão de Paraitinga, s/n (garagem ao lado do nº 56)                                        |                  |                              | bem tombado pelo CONDEPHAAT                                                     |            |
|        | Edifício à Rua Capitão Antonio Castro                                                                     |                  |                              | bem tombado pelo CONDEPHAAT                                                     |            |
|        | Edifício à Rua Capitão Antonio Castro, 11                                                                 |                  |                              | bem tombado pelo CONDEPHAAT                                                     |            |
|        | Edifício à Rua Capitão Antonio Castro, 11a                                                                |                  |                              | bem tombado pelo CONDEPHAAT                                                     |            |
|        | Edifício à Rua Capitão Antonio Castro, 13                                                                 |                  |                              | bem tombado pelo CONDEPHAAT                                                     |            |
|        | Edifício à Rua Capitão Antonio Castro, 14                                                                 |                  |                              | bem tombado pelo CONDEPHAAT                                                     |            |
|        | Edifício à Rua Capitão Antonio Castro, 16                                                                 |                  |                              | bem tombado pelo CONDEPHAAT                                                     |            |
|        | Edifício à Rua Capitão Antonio Castro, 18                                                                 |                  | 23° 13′ 29″ S, 45° 18′ 31″ O | bem tombado pelo CONDEPHAAT                                                     |            |
|        | Edifício à Rua Capitão Antonio Castro, 20                                                                 |                  |                              | bem tombado pelo CONDEPHAAT                                                     |            |
|        | Edifício à Rua Capitão Antonio Castro, garagem (ao lado da garagem)                                       |                  |                              | bem tombado pelo CONDEPHAAT                                                     |            |
|        | Edifício à Rua Capitão Antonio Castro, garagem (ao lado do nº 13)                                         |                  |                              | bem tombado pelo CONDEPHAAT                                                     |            |
|        | Edifício à Rua Capitão Antonio Castro, garagem (ao lado do nº 14)                                         |                  |                              | bem tombado pelo CONDEPHAAT                                                     |            |
|        | Edifício à Rua Capitão Antonio Castro, garagem (ao lado do nº 16)                                         |                  |                              | bem tombado pelo CONDEPHAAT                                                     |            |
|        | Edifício à Rua Capitão Antonio Castro, garagem (próximo ao nº 20)                                         |                  |                              | bem tombado pelo CONDEPHAAT                                                     |            |
|        | Edifício à Rua Capitão Antonio Castro, s/n (ao lado do nº 11)                                             |                  | 23° 13′ 28″ S, 45° 18′ 30″ O | bem tombado pelo CONDEPHAAT                                                     |            |
|        | Edifício à Rua Capitão Antonio Castro, s/n (entre garagem e garagem 16)                                   |                  |                              | bem tombado pelo CONDEPHAAT                                                     |            |
|        | Edifício à Rua Coronel Domingues de Castro                                                                |                  |                              | bem tombado pelo CONDEPHAAT                                                     |            |
|        | Edifício à Rua Coronel Domingues de Castro, 1890                                                          |                  |                              | bem tombado pelo CONDEPHAAT                                                     |            |
|        | Edifício à Rua Coronel Domingues de Castro, 24                                                            |                  |                              | bem tombado pelo CONDEPHAAT                                                     |            |
|        | Edifício à Rua Coronel Domingues de Castro, 3050                                                          |                  |                              | bem tombado pelo CONDEPHAAT                                                     |            |
|        | Edifício à Rua Coronel Domingues de Castro, 3090                                                          |                  |                              | bem tombado pelo CONDEPHAAT                                                     |            |
|        | Edifício à Rua Coronel Domingues de Castro, 3110                                                          |                  |                              | bem tombado pelo CONDEPHAAT                                                     |            |
|        | Edifício à Rua Coronel Domingues de Castro, 3140                                                          |                  |                              | bem tombado pelo CONDEPHAAT                                                     |            |
|        | Edifício à Rua Coronel Domingues de Castro, 3150                                                          |                  |                              | bem tombado pelo CONDEPHAAT                                                     |            |
|        | Edifício à Rua Coronel Domingues de Castro, 3200                                                          |                  |                              | bem tombado pelo CONDEPHAAT                                                     |            |
|        | Edifício à Rua Coronel Domingues de Castro, 3210                                                          |                  |                              | bem tombado pelo CONDEPHAAT                                                     |            |
|        | Edifício à Rua Coronel Domingues de Castro, 3220                                                          |                  |                              | bem tombado pelo CONDEPHAAT                                                     |            |
|        | Edifício à Rua Coronel Domingues de Castro, 3250                                                          |                  |                              | bem tombado pelo CONDEPHAAT                                                     |            |
|        | Edifício à Rua Coronel Domingues de Castro, 3260                                                          |                  |                              | bem tombado pelo CONDEPHAAT                                                     |            |
|        | Edifício à Rua Coronel Domingues de Castro, 3270                                                          |                  |                              | bem tombado pelo CONDEPHAAT                                                     |            |
|        | Edifício à Rua Coronel Domingues de Castro, 3280                                                          |                  |                              | bem tombado pelo CONDEPHAAT                                                     |            |
|        | Edifício à Rua Coronel Domingues de Castro, 34                                                            |                  |                              | bem tombado pelo CONDEPHAAT                                                     |            |
|        | Edifício à Rua Coronel Domingues de Castro, 36                                                            |                  |                              | bem tombado pelo CONDEPHAAT                                                     |            |
|        | Edifício à Rua Coronel Domingues de Castro, 4380 (em demolição)                                           |                  |                              | bem tombado pelo CONDEPHAAT                                                     |            |
|        | Edifício à Rua Coronel Domingues de Castro, 45                                                            |                  |                              | bem tombado pelo CONDEPHAAT                                                     |            |
|        | Edifício à Rua Coronel Domingues de Castro, 46                                                            |                  |                              | bem tombado pelo CONDEPHAAT                                                     |            |
|        | Edifício à Rua Coronel Domingues de Castro, 47                                                            |                  |                              | bem tombado pelo CONDEPHAAT                                                     |            |
|        | Edifício à Rua Coronel Domingues de Castro, 48                                                            |                  |                              | bem tombado pelo CONDEPHAAT                                                     |            |
|        | Edifício à Rua Coronel Domingues de Castro, 4810                                                          |                  |                              | bem tombado pelo CONDEPHAAT                                                     |            |
|        | Edifício à Rua Coronel Domingues de Castro, 4820                                                          |                  |                              | bem tombado pelo CONDEPHAAT                                                     |            |
|        | Edifício à Rua Coronel Domingues de Castro, 49                                                            |                  |                              | bem tombado pelo CONDEPHAAT                                                     |            |
|        | Edifício à Rua Coronel Domingues de Castro, 51                                                            |                  |                              | bem tombado pelo CONDEPHAAT                                                     |            |
|        | Edifício à Rua Coronel Domingues de Castro, 53                                                            |                  |                              | bem tombado pelo CONDEPHAAT                                                     |            |
|        | Edifício à Rua Coronel Domingues de Castro, 54                                                            |                  |                              | bem tombado pelo CONDEPHAAT                                                     |            |
|        | Edifício à Rua Coronel Domingues de Castro, 55                                                            |                  |                              | bem tombado pelo CONDEPHAAT                                                     |            |
|        | Edifício à Rua Coronel Domingues de Castro, 57                                                            |                  |                              | bem tombado pelo CONDEPHAAT                                                     |            |
|        | Edifício à Rua Coronel Domingues de Castro, 59                                                            |                  |                              | bem tombado pelo CONDEPHAAT                                                     |            |
|        | Edifício à Rua Coronel Domingues de Castro, 61                                                            |                  |                              | bem tombado pelo CONDEPHAAT                                                     |            |
|        | Edifício à Rua Coronel Domingues de Castro, 63                                                            |                  |                              | bem tombado pelo CONDEPHAAT                                                     |            |
|        | Edifício à Rua Coronel Domingues de Castro, 65                                                            |                  |                              | bem tombado pelo CONDEPHAAT                                                     |            |
|        | Edifício à Rua Coronel Domingues de Castro, 67                                                            |                  |                              | bem tombado pelo CONDEPHAAT                                                     |            |
|        | Edifício à Rua Coronel Domingues de Castro, 69                                                            |                  |                              | bem tombado pelo CONDEPHAAT                                                     |            |
|        | Edifício à Rua Coronel Domingues de Castro, 71                                                            |                  |                              | bem tombado pelo CONDEPHAAT                                                     |            |
|        | Edifício à Rua Coronel Domingues de Castro, 73                                                            |                  |                              | bem tombado pelo CONDEPHAAT                                                     |            |
|        | Edifício à Rua Coronel Domingues de Castro, 75                                                            |                  |                              | bem tombado pelo CONDEPHAAT                                                     |            |
|        | Edifício à Rua Coronel Domingues de Castro, 76                                                            |                  |                              | bem tombado pelo CONDEPHAAT                                                     |            |
|        | Edifício à Rua Coronel Domingues de Castro, 77                                                            |                  |                              | bem tombado pelo CONDEPHAAT                                                     |            |
|        | Edifício à Rua Coronel Domingues de Castro, 79                                                            |                  |                              | bem tombado pelo CONDEPHAAT                                                     |            |
|        | Edifício à Rua Coronel Domingues de Castro, 81                                                            |                  |                              | bem tombado pelo CONDEPHAAT                                                     |            |
|        | Edifício à Rua Coronel Domingues de Castro, 83                                                            |                  |                              | bem tombado pelo CONDEPHAAT                                                     |            |
|        | Edifício à Rua Coronel Domingues de Castro, 87                                                            |                  |                              | bem tombado pelo CONDEPHAAT                                                     |            |
|        | Edifício à Rua Coronel Domingues de Castro, 89                                                            |                  |                              | bem tombado pelo CONDEPHAAT                                                     |            |
|        | Edifício à Rua Coronel Domingues de Castro, s/n (ao lado do nº 3050)                                      |                  |                              | bem tombado pelo CONDEPHAAT                                                     |            |
|        | Edifício à Rua Coronel Domingues de Castro, s/n (ao lado do nº 3090)                                      |                  |                              | bem tombado pelo CONDEPHAAT                                                     |            |
|        | Edifício à Rua Coronel Domingues de Castro, s/n (ao lado do nº 45)                                        |                  |                              | bem tombado pelo CONDEPHAAT                                                     |            |
|        | Edifício à Rua Coronel Domingues de Castro, s/n (entre nº 3200 e nº 46)                                   |                  |                              | bem tombado pelo CONDEPHAAT                                                     |            |
|        | Edifício à Rua Coronel Domingues de Castro, s/n (entre o vago e o nº 87)                                  |                  |                              | bem tombado pelo CONDEPHAAT                                                     |            |
|        | Edifício à Rua Coronel Domingues de Castro, s/n (esquina com a Rua Monsenhor Gióia)                       |                  |                              | bem tombado pelo CONDEPHAAT                                                     |            |
|        | Edifício à Rua Coronel Domingues de Castro, s/n (garagem ao lado do nº 2130)                              |                  |                              | bem tombado pelo CONDEPHAAT                                                     |            |
|        | Edifício à Rua Coronel Manuel Bento, 1                                                                    |                  |                              | bem tombado pelo CONDEPHAAT                                                     |            |
|        | Edifício à Rua Coronel Manuel Bento, 10                                                                   |                  |                              | bem tombado pelo CONDEPHAAT                                                     |            |
|        | Edifício à Rua Coronel Manuel Bento, 11                                                                   |                  |                              | bem tombado pelo CONDEPHAAT                                                     |            |
|        | Edifício à Rua Coronel Manuel Bento, 111                                                                  |                  |                              | bem tombado pelo CONDEPHAAT                                                     |            |
|        | Edifício à Rua Coronel Manuel Bento, 12                                                                   |                  |                              | bem tombado pelo CONDEPHAAT                                                     |            |
|        | Edifício à Rua Coronel Manuel Bento, 13                                                                   |                  |                              | bem tombado pelo CONDEPHAAT                                                     |            |
|        | Edifício à Rua Coronel Manuel Bento, 14                                                                   |                  |                              | bem tombado pelo CONDEPHAAT                                                     |            |
|        | Edifício à Rua Coronel Manuel Bento, 15                                                                   |                  |                              | bem tombado pelo CONDEPHAAT                                                     |            |
|        | Edifício à Rua Coronel Manuel Bento, 16                                                                   |                  |                              | bem tombado pelo CONDEPHAAT                                                     |            |
|        | Edifício à Rua Coronel Manuel Bento, 17                                                                   |                  |                              | bem tombado pelo CONDEPHAAT                                                     |            |
|        | Edifício à Rua Coronel Manuel Bento, 19                                                                   |                  |                              | bem tombado pelo CONDEPHAAT                                                     |            |
|        | Edifício à Rua Coronel Manuel Bento, 20                                                                   |                  |                              | bem tombado pelo CONDEPHAAT                                                     |            |
|        | Edifício à Rua Coronel Manuel Bento, 21                                                                   |                  |                              | bem tombado pelo CONDEPHAAT                                                     |            |
|        | Edifício à Rua Coronel Manuel Bento, 2290                                                                 |                  |                              | bem tombado pelo CONDEPHAAT                                                     |            |
|        | Edifício à Rua Coronel Manuel Bento, 2300                                                                 |                  |                              | bem tombado pelo CONDEPHAAT                                                     |            |
|        | Edifício à Rua Coronel Manuel Bento, 2310                                                                 |                  |                              | bem tombado pelo CONDEPHAAT                                                     |            |
|        | Edifício à Rua Coronel Manuel Bento, 25                                                                   |                  |                              | bem tombado pelo CONDEPHAAT                                                     |            |
|        | Edifício à Rua Coronel Manuel Bento, 26                                                                   |                  |                              | bem tombado pelo CONDEPHAAT                                                     |            |
|        | Edifício à Rua Coronel Manuel Bento, 2630                                                                 |                  |                              | bem tombado pelo CONDEPHAAT                                                     |            |
|        | Edifício à Rua Coronel Manuel Bento, 26a                                                                  |                  |                              | bem tombado pelo CONDEPHAAT                                                     |            |
|        | Edifício à Rua Coronel Manuel Bento, 27                                                                   |                  |                              | bem tombado pelo CONDEPHAAT                                                     |            |
|        | Edifício à Rua Coronel Manuel Bento, 28                                                                   |                  |                              | bem tombado pelo CONDEPHAAT                                                     |            |
|        | Edifício à Rua Coronel Manuel Bento, 29                                                                   |                  |                              | bem tombado pelo CONDEPHAAT                                                     |            |
|        | Edifício à Rua Coronel Manuel Bento, 3                                                                    |                  |                              | bem tombado pelo CONDEPHAAT                                                     |            |
|        | Edifício à Rua Coronel Manuel Bento, 30                                                                   |                  |                              | bem tombado pelo CONDEPHAAT                                                     |            |
|        | Edifício à Rua Coronel Manuel Bento, 3004                                                                 |                  |                              | bem tombado pelo CONDEPHAAT                                                     |            |
|        | Edifício à Rua Coronel Manuel Bento, 3060                                                                 |                  |                              | bem tombado pelo CONDEPHAAT                                                     |            |
|        | Edifício à Rua Coronel Manuel Bento, 31                                                                   |                  |                              | bem tombado pelo CONDEPHAAT                                                     |            |
|        | Edifício à Rua Coronel Manuel Bento, 3120                                                                 |                  |                              | bem tombado pelo CONDEPHAAT                                                     |            |
|        | Edifício à Rua Coronel Manuel Bento, 32                                                                   |                  |                              | bem tombado pelo CONDEPHAAT                                                     |            |
|        | Edifício à Rua Coronel Manuel Bento, 33                                                                   |                  |                              | bem tombado pelo CONDEPHAAT                                                     |            |
|        | Edifício à Rua Coronel Manuel Bento, 3340                                                                 |                  |                              | bem tombado pelo CONDEPHAAT                                                     |            |
|        | Edifício à Rua Coronel Manuel Bento, 3360                                                                 |                  |                              | bem tombado pelo CONDEPHAAT                                                     |            |
|        | Edifício à Rua Coronel Manuel Bento, 3370                                                                 |                  |                              | bem tombado pelo CONDEPHAAT                                                     |            |
|        | Edifício à Rua Coronel Manuel Bento, 3380                                                                 |                  |                              | bem tombado pelo CONDEPHAAT                                                     |            |
|        | Edifício à Rua Coronel Manuel Bento, 34                                                                   |                  |                              | bem tombado pelo CONDEPHAAT                                                     |            |
|        | Edifício à Rua Coronel Manuel Bento, 35                                                                   |                  |                              | bem tombado pelo CONDEPHAAT                                                     |            |
|        | Edifício à Rua Coronel Manuel Bento, 35a                                                                  |                  |                              | bem tombado pelo CONDEPHAAT                                                     |            |
|        | Edifício à Rua Coronel Manuel Bento, 35c                                                                  |                  |                              | bem tombado pelo CONDEPHAAT                                                     |            |
|        | Edifício à Rua Coronel Manuel Bento, 36                                                                   |                  |                              | bem tombado pelo CONDEPHAAT                                                     |            |
|        | Edifício à Rua Coronel Manuel Bento, 37                                                                   |                  |                              | bem tombado pelo CONDEPHAAT                                                     |            |
|        | Edifício à Rua Coronel Manuel Bento, 38                                                                   |                  |                              | bem tombado pelo CONDEPHAAT                                                     |            |
|        | Edifício à Rua Coronel Manuel Bento, 39                                                                   |                  |                              | bem tombado pelo CONDEPHAAT                                                     |            |
|        | Edifício à Rua Coronel Manuel Bento, 4                                                                    |                  |                              | bem tombado pelo CONDEPHAAT                                                     |            |
|        | Edifício à Rua Coronel Manuel Bento, 40                                                                   |                  |                              | bem tombado pelo CONDEPHAAT                                                     |            |
|        | Edifício à Rua Coronel Manuel Bento, 41                                                                   |                  |                              | bem tombado pelo CONDEPHAAT                                                     |            |
|        | Edifício à Rua Coronel Manuel Bento, 4200                                                                 |                  |                              | bem tombado pelo CONDEPHAAT                                                     |            |
|        | Edifício à Rua Coronel Manuel Bento, 4260                                                                 |                  |                              | bem tombado pelo CONDEPHAAT                                                     |            |
|        | Edifício à Rua Coronel Manuel Bento, 43                                                                   |                  |                              | bem tombado pelo CONDEPHAAT                                                     |            |
|        | Edifício à Rua Coronel Manuel Bento, 43a                                                                  |                  |                              | bem tombado pelo CONDEPHAAT                                                     |            |
|        | Edifício à Rua Coronel Manuel Bento, 44                                                                   |                  |                              | bem tombado pelo CONDEPHAAT                                                     |            |
|        | Edifício à Rua Coronel Manuel Bento, 44c                                                                  |                  |                              | bem tombado pelo CONDEPHAAT                                                     |            |
|        | Edifício à Rua Coronel Manuel Bento, 44d                                                                  |                  |                              | bem tombado pelo CONDEPHAAT                                                     |            |
|        | Edifício à Rua Coronel Manuel Bento, 45                                                                   |                  |                              | bem tombado pelo CONDEPHAAT                                                     |            |
|        | Edifício à Rua Coronel Manuel Bento, 47                                                                   |                  |                              | bem tombado pelo CONDEPHAAT                                                     |            |
|        | Edifício à Rua Coronel Manuel Bento, 48                                                                   |                  |                              | bem tombado pelo CONDEPHAAT                                                     |            |
|        | Edifício à Rua Coronel Manuel Bento, 49                                                                   |                  |                              | bem tombado pelo CONDEPHAAT                                                     |            |
|        | Edifício à Rua Coronel Manuel Bento, 50                                                                   |                  |                              | bem tombado pelo CONDEPHAAT                                                     |            |
|        | Edifício à Rua Coronel Manuel Bento, 51                                                                   |                  |                              | bem tombado pelo CONDEPHAAT                                                     |            |
|        | Edifício à Rua Coronel Manuel Bento, 54                                                                   |                  |                              | bem tombado pelo CONDEPHAAT                                                     |            |
|        | Edifício à Rua Coronel Manuel Bento, 55                                                                   |                  |                              | bem tombado pelo CONDEPHAAT                                                     |            |
|        | Edifício à Rua Coronel Manuel Bento, 59                                                                   |                  |                              | bem tombado pelo CONDEPHAAT                                                     |            |
|        | Edifício à Rua Coronel Manuel Bento, 6                                                                    |                  |                              | bem tombado pelo CONDEPHAAT                                                     |            |
|        | Edifício à Rua Coronel Manuel Bento, 7                                                                    |                  |                              | bem tombado pelo CONDEPHAAT                                                     |            |
|        | Edifício à Rua Coronel Manuel Bento, 71                                                                   |                  |                              | bem tombado pelo CONDEPHAAT                                                     |            |
|        | Edifício à Rua Coronel Manuel Bento, 8                                                                    |                  |                              | bem tombado pelo CONDEPHAAT                                                     |            |
|        | Edifício à Rua Coronel Manuel Bento, garagem (ao lado do nº 19)                                           |                  |                              | bem tombado pelo CONDEPHAAT                                                     |            |
|        | Edifício à Rua Coronel Manuel Bento, garagem (ao lado do nº 26a                                           |                  |                              | bem tombado pelo CONDEPHAAT                                                     |            |
|        | Edifício à Rua Coronel Manuel Bento, garagem (ao lado do nº 3120)                                         |                  |                              | bem tombado pelo CONDEPHAAT                                                     |            |
|        | Edifício à Rua Coronel Manuel Bento, garagem (ao lado do nº 47)                                           |                  |                              | bem tombado pelo CONDEPHAAT                                                     |            |
|        | Edifício à Rua Coronel Manuel Bento, garagem (ao lado do nº 71)                                           |                  |                              | bem tombado pelo CONDEPHAAT                                                     |            |
|        | Edifício à Rua Coronel Manuel Bento, garagem (ao lado nº 27)                                              |                  |                              | bem tombado pelo CONDEPHAAT                                                     |            |
|        | Edifício à Rua Coronel Manuel Bento, garagem (entre nº 2300 e nº 2310)                                    |                  |                              | bem tombado pelo CONDEPHAAT                                                     |            |
|        | Edifício à Rua Coronel Manuel Bento, s/n                                                                  |                  |                              | bem tombado pelo CONDEPHAAT                                                     |            |
|        | Edifício à Rua Coronel Manuel Bento, s/n (Fórum)                                                          |                  |                              | bem tombado pelo CONDEPHAAT                                                     |            |
|        | Edifício à Rua Coronel Manuel Bento, s/n (P.M.)                                                           |                  |                              | bem tombado pelo CONDEPHAAT                                                     |            |
|        | Edifício à Rua Coronel Manuel Bento, s/n (ao lado da garagem)                                             |                  |                              | bem tombado pelo CONDEPHAAT                                                     |            |
|        | Edifício à Rua Coronel Manuel Bento, s/n (ao lado do mercado)                                             |                  |                              | bem tombado pelo CONDEPHAAT                                                     |            |
|        | Edifício à Rua Coronel Manuel Bento, s/n (ao lado do nº 111)                                              |                  |                              | bem tombado pelo CONDEPHAAT                                                     |            |
|        | Edifício à Rua Coronel Manuel Bento, s/n (ao lado do nº 3004)                                             |                  |                              | bem tombado pelo CONDEPHAAT                                                     |            |
|        | Edifício à Rua Coronel Manuel Bento, s/n (depósito)                                                       |                  |                              | bem tombado pelo CONDEPHAAT                                                     |            |
|        | Edifício à Rua Coronel Manuel Bento, s/n (entre 2900 e garagem)                                           |                  |                              | bem tombado pelo CONDEPHAAT                                                     |            |
|        | Edifício à Rua Coronel Manuel Bento, s/n (entre nº 26 e s/n garagem anterior)                             |                  |                              | bem tombado pelo CONDEPHAAT                                                     |            |
|        | Edifício à Rua Coronel Manuel Bento, s/n (entre o nº 33 e o nº 35)                                        |                  |                              | bem tombado pelo CONDEPHAAT                                                     |            |
|        | Edifício à Rua Coronel Manuel Bento, s/n (esquina com Rua Monsenhor Gióia)                                |                  |                              | bem tombado pelo CONDEPHAAT                                                     |            |
|        | Edifício à Rua Coronel Manuel Bento, s/n (garagem ao lado do nº 20b)                                      |                  |                              | bem tombado pelo CONDEPHAAT                                                     |            |
|        | Edifício à Rua Coronel Manuel Bento, s/n (garagem ao lado do nº 26)                                       |                  |                              | bem tombado pelo CONDEPHAAT                                                     |            |
|        | Edifício à Rua Coronel Manuel Bento, s/n (garagem entre garagem ao lado do nº 20b e s/n ao lado do nº 26) |                  |                              | bem tombado pelo CONDEPHAAT                                                     |            |
|        | Edifício à Rua Coronel Manuel Bento, s/n (garagem entre garagem do nº 26 e nº 50)                         |                  |                              | bem tombado pelo CONDEPHAAT                                                     |            |
|        | Edifício à Rua Coronel Manuel Bento, s/n (mercado)                                                        |                  |                              | bem tombado pelo CONDEPHAAT                                                     |            |
|        | Edifício à Rua Cônego Costa Bueno, 1                                                                      |                  |                              | bem tombado pelo CONDEPHAAT                                                     |            |
|        | Edifício à Rua Cônego Costa Bueno, 4                                                                      |                  |                              | bem tombado pelo CONDEPHAAT                                                     |            |
|        | Edifício à Rua Cônego Costa Bueno, 5                                                                      |                  |                              | bem tombado pelo CONDEPHAAT                                                     |            |
|        | Edifício à Rua Domingues de Castro, 1                                                                     |                  |                              | bem tombado pelo CONDEPHAAT                                                     |            |
|        | Edifício à Rua Domingues de Castro, 10                                                                    |                  |                              | bem tombado pelo CONDEPHAAT                                                     |            |
|        | Edifício à Rua Domingues de Castro, 11                                                                    |                  |                              | bem tombado pelo CONDEPHAAT                                                     |            |
|        | Edifício à Rua Domingues de Castro, 12                                                                    |                  |                              | bem tombado pelo CONDEPHAAT                                                     |            |
|        | Edifício à Rua Domingues de Castro, 13                                                                    |                  |                              | bem tombado pelo CONDEPHAAT                                                     |            |
|        | Edifício à Rua Domingues de Castro, 14                                                                    |                  |                              | bem tombado pelo CONDEPHAAT                                                     |            |
|        | Edifício à Rua Domingues de Castro, 15                                                                    |                  |                              | bem tombado pelo CONDEPHAAT                                                     |            |
|        | Edifício à Rua Domingues de Castro, 17                                                                    |                  |                              | bem tombado pelo CONDEPHAAT                                                     |            |
|        | Edifício à Rua Domingues de Castro, 18                                                                    |                  |                              | bem tombado pelo CONDEPHAAT                                                     |            |
|        | Edifício à Rua Domingues de Castro, 19 (garagem)                                                          |                  |                              | bem tombado pelo CONDEPHAAT                                                     |            |
|        | Edifício à Rua Domingues de Castro, 23                                                                    |                  |                              | bem tombado pelo CONDEPHAAT                                                     |            |
|        | Edifício à Rua Domingues de Castro, 23 a                                                                  |                  |                              | bem tombado pelo CONDEPHAAT                                                     |            |
|        | Edifício à Rua Domingues de Castro, 25                                                                    |                  |                              | bem tombado pelo CONDEPHAAT                                                     |            |
|        | Edifício à Rua Domingues de Castro, 27                                                                    |                  |                              | bem tombado pelo CONDEPHAAT                                                     |            |
|        | Edifício à Rua Domingues de Castro, 29                                                                    |                  |                              | bem tombado pelo CONDEPHAAT                                                     |            |
|        | Edifício à Rua Domingues de Castro, 3                                                                     |                  |                              | bem tombado pelo CONDEPHAAT                                                     |            |
|        | Edifício à Rua Domingues de Castro, 31                                                                    |                  |                              | bem tombado pelo CONDEPHAAT                                                     |            |
|        | Edifício à Rua Domingues de Castro, 33                                                                    |                  |                              | bem tombado pelo CONDEPHAAT                                                     |            |
|        | Edifício à Rua Domingues de Castro, 35                                                                    |                  |                              | bem tombado pelo CONDEPHAAT                                                     |            |
|        | Edifício à Rua Domingues de Castro, 37                                                                    |                  |                              | bem tombado pelo CONDEPHAAT                                                     |            |
|        | Edifício à Rua Domingues de Castro, 39                                                                    |                  |                              | bem tombado pelo CONDEPHAAT                                                     |            |
|        | Edifício à Rua Domingues de Castro, 41                                                                    |                  |                              | bem tombado pelo CONDEPHAAT                                                     |            |
|        | Edifício à Rua Domingues de Castro, 43                                                                    |                  |                              | bem tombado pelo CONDEPHAAT                                                     |            |
|        | Edifício à Rua Domingues de Castro, 5                                                                     |                  |                              | bem tombado pelo CONDEPHAAT                                                     |            |
|        | Edifício à Rua Domingues de Castro, 7                                                                     |                  |                              | bem tombado pelo CONDEPHAAT                                                     |            |
|        | Edifício à Rua Domingues de Castro, 9                                                                     |                  |                              | bem tombado pelo CONDEPHAAT                                                     |            |
|        | Edifício à Rua Domingues de Castro, garagem (ao lado do nº 18)                                            |                  |                              | bem tombado pelo CONDEPHAAT                                                     |            |
|        | Edifício à Rua Domingues de Castro, s/n (ao lado do nº 37)                                                |                  |                              | bem tombado pelo CONDEPHAAT                                                     |            |
|        | Edifício à Rua Domingues de Castro, s/n (entre o nº 14 e o nº 18)                                         |                  |                              | bem tombado pelo CONDEPHAAT                                                     |            |
|        | Edifício à Rua Domingues de Castro, s/n (garagem entre o nº 17 e o nº 19)                                 |                  |                              | bem tombado pelo CONDEPHAAT                                                     |            |
|        | Edifício à Rua Domingues de Castro, s/n (supermercado)                                                    |                  |                              | bem tombado pelo CONDEPHAAT                                                     |            |
|        | Edifício à Rua Monsenhor Gióia, 11                                                                        |                  |                              | bem tombado pelo CONDEPHAAT                                                     |            |
|        | Edifício à Rua Monsenhor Gióia, 15                                                                        |                  |                              | bem tombado pelo CONDEPHAAT                                                     |            |
|        | Edifício à Rua Monsenhor Gióia, 16                                                                        |                  |                              | bem tombado pelo CONDEPHAAT                                                     |            |
|        | Edifício à Rua Monsenhor Gióia, 18                                                                        |                  |                              | bem tombado pelo CONDEPHAAT                                                     |            |
|        | Edifício à Rua Monsenhor Gióia, 2                                                                         |                  |                              | bem tombado pelo CONDEPHAAT                                                     |            |
|        | Edifício à Rua Monsenhor Gióia, 20                                                                        |                  |                              | bem tombado pelo CONDEPHAAT                                                     |            |
|        | Edifício à Rua Monsenhor Gióia, 21                                                                        |                  |                              | bem tombado pelo CONDEPHAAT                                                     |            |
|        | Edifício à Rua Monsenhor Gióia, 22                                                                        |                  |                              | bem tombado pelo CONDEPHAAT                                                     |            |
|        | Edifício à Rua Monsenhor Gióia, 24                                                                        |                  |                              | bem tombado pelo CONDEPHAAT                                                     |            |
|        | Edifício à Rua Monsenhor Gióia, 26                                                                        |                  |                              | bem tombado pelo CONDEPHAAT                                                     |            |
|        | Edifício à Rua Monsenhor Gióia, 27                                                                        |                  |                              | bem tombado pelo CONDEPHAAT                                                     |            |
|        | Edifício à Rua Monsenhor Gióia, 28                                                                        |                  |                              | bem tombado pelo CONDEPHAAT                                                     |            |
|        | Edifício à Rua Monsenhor Gióia, 2880                                                                      |                  |                              | bem tombado pelo CONDEPHAAT                                                     |            |
|        | Edifício à Rua Monsenhor Gióia, 2890                                                                      |                  |                              | bem tombado pelo CONDEPHAAT                                                     |            |
|        | Edifício à Rua Monsenhor Gióia, 29                                                                        |                  |                              | bem tombado pelo CONDEPHAAT                                                     |            |
|        | Edifício à Rua Monsenhor Gióia, 30                                                                        |                  |                              | bem tombado pelo CONDEPHAAT                                                     |            |
|        | Edifício à Rua Monsenhor Gióia, 31                                                                        |                  |                              | bem tombado pelo CONDEPHAAT                                                     |            |
|        | Edifício à Rua Monsenhor Gióia, 32                                                                        |                  |                              | bem tombado pelo CONDEPHAAT                                                     |            |
|        | Edifício à Rua Monsenhor Gióia, 33                                                                        |                  |                              | bem tombado pelo CONDEPHAAT                                                     |            |
|        | Edifício à Rua Monsenhor Gióia, 34                                                                        |                  |                              | bem tombado pelo CONDEPHAAT                                                     |            |
|        | Edifício à Rua Monsenhor Gióia, 36                                                                        |                  |                              | bem tombado pelo CONDEPHAAT                                                     |            |
|        | Edifício à Rua Monsenhor Gióia, 38                                                                        |                  |                              | bem tombado pelo CONDEPHAAT                                                     |            |
|        | Edifício à Rua Monsenhor Gióia, 40                                                                        |                  |                              | bem tombado pelo CONDEPHAAT                                                     |            |
|        | Edifício à Rua Monsenhor Gióia, 42                                                                        |                  |                              | bem tombado pelo CONDEPHAAT                                                     |            |
|        | Edifício à Rua Monsenhor Gióia, 46                                                                        |                  |                              | bem tombado pelo CONDEPHAAT                                                     |            |
|        | Edifício à Rua Monsenhor Gióia, 48                                                                        |                  |                              | bem tombado pelo CONDEPHAAT                                                     |            |
|        | Edifício à Rua Monsenhor Gióia, 4870                                                                      |                  |                              | bem tombado pelo CONDEPHAAT                                                     |            |
|        | Edifício à Rua Monsenhor Gióia, 4880                                                                      |                  |                              | bem tombado pelo CONDEPHAAT                                                     |            |
|        | Edifício à Rua Monsenhor Gióia, 4890                                                                      |                  |                              | bem tombado pelo CONDEPHAAT                                                     |            |
|        | Edifício à Rua Monsenhor Gióia, 4900                                                                      |                  |                              | bem tombado pelo CONDEPHAAT                                                     |            |
|        | Edifício à Rua Monsenhor Gióia, 5                                                                         |                  |                              | bem tombado pelo CONDEPHAAT                                                     |            |
|        | Edifício à Rua Monsenhor Gióia, 50                                                                        |                  |                              | bem tombado pelo CONDEPHAAT                                                     |            |
|        | Edifício à Rua Monsenhor Gióia, 5090                                                                      |                  |                              | bem tombado pelo CONDEPHAAT                                                     |            |
|        | Edifício à Rua Monsenhor Gióia, 5100                                                                      |                  |                              | bem tombado pelo CONDEPHAAT                                                     |            |
|        | Edifício à Rua Monsenhor Gióia, 52                                                                        |                  |                              | bem tombado pelo CONDEPHAAT                                                     |            |
|        | Edifício à Rua Monsenhor Gióia, 54                                                                        |                  |                              | bem tombado pelo CONDEPHAAT                                                     |            |
|        | Edifício à Rua Monsenhor Gióia, 550                                                                       |                  |                              | bem tombado pelo CONDEPHAAT                                                     |            |
|        | Edifício à Rua Monsenhor Gióia, 56                                                                        |                  |                              | bem tombado pelo CONDEPHAAT                                                     |            |
|        | Edifício à Rua Monsenhor Gióia, 7                                                                         |                  |                              | bem tombado pelo CONDEPHAAT                                                     |            |
|        | Edifício à Rua Monsenhor Gióia, 7a                                                                        |                  |                              | bem tombado pelo CONDEPHAAT                                                     |            |
|        | Edifício à Rua Monsenhor Gióia, 9                                                                         |                  |                              | bem tombado pelo CONDEPHAAT                                                     |            |
|        | Edifício à Rua Monsenhor Gióia, garagem (ao lado do nº 7)                                                 |                  |                              | bem tombado pelo CONDEPHAAT                                                     |            |
|        | Edifício à Rua Monsenhor Gióia, garagem (entre o nº 11 e o nº 15)                                         |                  |                              | bem tombado pelo CONDEPHAAT                                                     |            |
|        | Edifício à Rua Monsenhor Gióia, s/n (ao lado do açougue)                                                  |                  |                              | bem tombado pelo CONDEPHAAT                                                     |            |
|        | Edifício à Rua Monsenhor Gióia, s/n (ao lado do nº 2880)                                                  |                  |                              | bem tombado pelo CONDEPHAAT                                                     |            |
|        | Edifício à Rua Monsenhor Gióia, s/n (ao lado do nº 5)                                                     |                  |                              | bem tombado pelo CONDEPHAAT                                                     |            |
|        | Edifício à Rua Monsenhor Gióia, s/n (açougue)                                                             |                  |                              | bem tombado pelo CONDEPHAAT                                                     |            |
|        | Edifício à Rua Monsenhor Gióia, s/n (entre o nº 15 e o nº 550)                                            |                  |                              | bem tombado pelo CONDEPHAAT                                                     |            |
|        | Edifício à Rua Monsenhor Gióia, s/n (esquina com a Rua Domingues de Castro)                               |                  |                              | bem tombado pelo CONDEPHAAT                                                     |            |
|        | Edifício à Rua Monsenhor Gióia, s/n (garagem 1)                                                           |                  |                              | bem tombado pelo CONDEPHAAT                                                     |            |
|        | Edifício à Rua Monsenhor Gióia, s/n (garagem 2)                                                           |                  |                              | bem tombado pelo CONDEPHAAT                                                     |            |
|        | Edifício à Rua Monsenhor Gióia, s/n (garagem 3)                                                           |                  |                              | bem tombado pelo CONDEPHAAT                                                     |            |
|        | Edifício à Rua Oswaldo Cruz, 1                                                                            |                  |                              | bem tombado pelo CONDEPHAAT                                                     |            |
|        | Edifício à Rua Oswaldo Cruz, 2                                                                            |                  | 23° 13′ 17″ S, 45° 18′ 30″ O | bem tombado pelo CONDEPHAAT                                                     |            |
|        | Edifício à Rua Oswaldo Cruz, 3360                                                                         |                  |                              | bem tombado pelo CONDEPHAAT                                                     |            |
|        | Edifício à Rua Oswaldo Cruz, 3420                                                                         |                  |                              | bem tombado pelo CONDEPHAAT                                                     |            |
|        | Edifício à Rua Oswaldo Cruz, 3750                                                                         |                  |                              | bem tombado pelo CONDEPHAAT                                                     |            |
|        | Edifício à Rua Oswaldo Cruz, 3760                                                                         |                  |                              | bem tombado pelo CONDEPHAAT                                                     |            |
|        | Edifício à Rua Oswaldo Cruz, 3770                                                                         |                  |                              | bem tombado pelo CONDEPHAAT                                                     |            |
|        | Edifício à Rua Oswaldo Cruz, 4                                                                            |                  |                              | bem tombado pelo CONDEPHAAT                                                     |            |
|        | Edifício à Rua Oswaldo Cruz, 4400                                                                         |                  |                              | bem tombado pelo CONDEPHAAT                                                     |            |
|        | Edifício à Rua Oswaldo Cruz, 4660                                                                         |                  |                              | bem tombado pelo CONDEPHAAT                                                     |            |
|        | Edifício à Rua Oswaldo Cruz, 4700                                                                         |                  |                              | bem tombado pelo CONDEPHAAT                                                     |            |
|        | Edifício à Rua Oswaldo Cruz, 4750                                                                         |                  |                              | bem tombado pelo CONDEPHAAT                                                     |            |
|        | Edifício à Rua Oswaldo Cruz, 5                                                                            |                  |                              | bem tombado pelo CONDEPHAAT                                                     |            |
|        | Edifício à Rua Oswaldo Cruz, 7                                                                            |                  |                              | bem tombado pelo CONDEPHAAT                                                     |            |
|        | Edifício à Rua Oswaldo Cruz, 8                                                                            |                  |                              | bem tombado pelo CONDEPHAAT                                                     |            |
|        | Edifício à Rua Oswaldo Cruz, 9                                                                            |                  |                              | bem tombado pelo CONDEPHAAT                                                     |            |
|        | Edifício à Rua Oswaldo Cruz, s/n (ao lado do nº 5)                                                        |                  |                              | bem tombado pelo CONDEPHAAT                                                     |            |
|        | Edifício à Rua Oswaldo Cruz, s/n (capela)                                                                 |                  |                              | bem tombado pelo CONDEPHAAT                                                     |            |
|        | Edifício à Rua Oswaldo Cruz, s/n (em frente ao nº 4460 da Rua Floresta)                                   |                  |                              | bem tombado pelo CONDEPHAAT                                                     |            |
|        | Edifício à Rua Oswaldo Cruz, s/n (entre s/n e nº 3750)                                                    |                  |                              | bem tombado pelo CONDEPHAAT                                                     |            |
|        | Edifício à Rua Oswaldo Cruz, s/n (esquina ao lado do nº 3770)                                             |                  |                              | bem tombado pelo CONDEPHAAT                                                     |            |
|        | Edifício à Rua Oswaldo Cruz, s/n (esquina ao lado nº 10)                                                  |                  |                              | bem tombado pelo CONDEPHAAT                                                     |            |
|        | Edifício à Rua Oswaldo Cruz, s/n (estacionamento)                                                         |                  |                              | bem tombado pelo CONDEPHAAT                                                     |            |
|        | Edifício à Rua Oswaldo Cruz, s/n (fundo da demolição)                                                     |                  |                              | bem tombado pelo CONDEPHAAT                                                     |            |
|        | Edifício à Rua da Floresta, 1                                                                             |                  |                              | bem tombado pelo CONDEPHAAT                                                     |            |
|        | Edifício à Rua da Floresta, 1b                                                                            |                  |                              | bem tombado pelo CONDEPHAAT                                                     |            |
|        | Edifício à Rua da Floresta, 2                                                                             |                  |                              | bem tombado pelo CONDEPHAAT                                                     |            |
|        | Edifício à Rua da Floresta, 3                                                                             |                  |                              | bem tombado pelo CONDEPHAAT                                                     |            |
|        | Edifício à Rua da Floresta, 35                                                                            |                  |                              | bem tombado pelo CONDEPHAAT                                                     |            |
|        | Edifício à Rua da Floresta, 4                                                                             |                  |                              | bem tombado pelo CONDEPHAAT                                                     |            |
|        | Edifício à Rua da Floresta, 4460                                                                          |                  |                              | bem tombado pelo CONDEPHAAT                                                     |            |
|        | Edifício à Rua da Floresta, 4470                                                                          |                  |                              | bem tombado pelo CONDEPHAAT                                                     |            |
|        | Edifício à Rua da Floresta, garagem (ao lado do nº 4)                                                     |                  |                              | bem tombado pelo CONDEPHAAT                                                     |            |
|        | Edifício à Rua da Floresta, garagem (entre nº 1 e nº 35)                                                  |                  |                              | bem tombado pelo CONDEPHAAT                                                     |            |
|        | Edifício à Rua da Floresta, s/n (entre nº 3 e nº 4470)                                                    |                  |                              | bem tombado pelo CONDEPHAAT                                                     |            |
|        | Edifício à Rua do Carvalho, 1                                                                             |                  |                              | bem tombado pelo CONDEPHAAT                                                     |            |
|        | Edifício à Rua do Carvalho, 11                                                                            |                  |                              | bem tombado pelo CONDEPHAAT                                                     |            |
|        | Edifício à Rua do Carvalho, 13                                                                            |                  |                              | bem tombado pelo CONDEPHAAT                                                     |            |
|        | Edifício à Rua do Carvalho, 14                                                                            |                  |                              | bem tombado pelo CONDEPHAAT                                                     |            |
|        | Edifício à Rua do Carvalho, 15                                                                            |                  |                              | bem tombado pelo CONDEPHAAT                                                     |            |
|        | Edifício à Rua do Carvalho, 16                                                                            |                  |                              | bem tombado pelo CONDEPHAAT                                                     |            |
|        | Edifício à Rua do Carvalho, 17                                                                            |                  |                              | bem tombado pelo CONDEPHAAT                                                     |            |
|        | Edifício à Rua do Carvalho, 18                                                                            |                  |                              | bem tombado pelo CONDEPHAAT                                                     |            |
|        | Edifício à Rua do Carvalho, 19                                                                            |                  |                              | bem tombado pelo CONDEPHAAT                                                     |            |
|        | Edifício à Rua do Carvalho, 190                                                                           |                  |                              | bem tombado pelo CONDEPHAAT                                                     |            |
|        | Edifício à Rua do Carvalho, 20                                                                            |                  |                              | bem tombado pelo CONDEPHAAT                                                     |            |
|        | Edifício à Rua do Carvalho, 200                                                                           |                  |                              | bem tombado pelo CONDEPHAAT                                                     |            |
|        | Edifício à Rua do Carvalho, 21                                                                            |                  |                              | bem tombado pelo CONDEPHAAT                                                     |            |
|        | Edifício à Rua do Carvalho, 22                                                                            |                  |                              | bem tombado pelo CONDEPHAAT                                                     |            |
|        | Edifício à Rua do Carvalho, 23                                                                            |                  |                              | bem tombado pelo CONDEPHAAT                                                     |            |
|        | Edifício à Rua do Carvalho, 25                                                                            |                  |                              | bem tombado pelo CONDEPHAAT                                                     |            |
|        | Edifício à Rua do Carvalho, 27                                                                            |                  |                              | bem tombado pelo CONDEPHAAT                                                     |            |
|        | Edifício à Rua do Carvalho, 29                                                                            |                  |                              | bem tombado pelo CONDEPHAAT                                                     |            |
|        | Edifício à Rua do Carvalho, 3                                                                             |                  |                              | bem tombado pelo CONDEPHAAT                                                     |            |
|        | Edifício à Rua do Carvalho, 31                                                                            |                  |                              | bem tombado pelo CONDEPHAAT                                                     |            |
|        | Edifício à Rua do Carvalho, 31a                                                                           |                  |                              | bem tombado pelo CONDEPHAAT                                                     |            |
|        | Edifício à Rua do Carvalho, 35                                                                            |                  |                              | bem tombado pelo CONDEPHAAT                                                     |            |
|        | Edifício à Rua do Carvalho, 37                                                                            |                  |                              | bem tombado pelo CONDEPHAAT                                                     |            |
|        | Edifício à Rua do Carvalho, 39                                                                            |                  |                              | bem tombado pelo CONDEPHAAT                                                     |            |
|        | Edifício à Rua do Carvalho, 4                                                                             |                  |                              | bem tombado pelo CONDEPHAAT                                                     |            |
|        | Edifício à Rua do Carvalho, 41                                                                            |                  |                              | bem tombado pelo CONDEPHAAT                                                     |            |
|        | Edifício à Rua do Carvalho, 420                                                                           |                  |                              | bem tombado pelo CONDEPHAAT                                                     |            |
|        | Edifício à Rua do Carvalho, 43                                                                            |                  |                              | bem tombado pelo CONDEPHAAT                                                     |            |
|        | Edifício à Rua do Carvalho, 44                                                                            |                  |                              | bem tombado pelo CONDEPHAAT                                                     |            |
|        | Edifício à Rua do Carvalho, 45                                                                            |                  |                              | bem tombado pelo CONDEPHAAT                                                     |            |
|        | Edifício à Rua do Carvalho, 47                                                                            |                  |                              | bem tombado pelo CONDEPHAAT                                                     |            |
|        | Edifício à Rua do Carvalho, 49                                                                            |                  |                              | bem tombado pelo CONDEPHAAT                                                     |            |
|        | Edifício à Rua do Carvalho, 5                                                                             |                  |                              | bem tombado pelo CONDEPHAAT                                                     |            |
|        | Edifício à Rua do Carvalho, 51                                                                            |                  |                              | bem tombado pelo CONDEPHAAT                                                     |            |
|        | Edifício à Rua do Carvalho, 53                                                                            |                  |                              | bem tombado pelo CONDEPHAAT                                                     |            |
|        | Edifício à Rua do Carvalho, 55                                                                            |                  |                              | bem tombado pelo CONDEPHAAT                                                     |            |
|        | Edifício à Rua do Carvalho, 57                                                                            |                  |                              | bem tombado pelo CONDEPHAAT                                                     |            |
|        | Edifício à Rua do Carvalho, 59                                                                            |                  |                              | bem tombado pelo CONDEPHAAT                                                     |            |
|        | Edifício à Rua do Carvalho, 6                                                                             |                  |                              | bem tombado pelo CONDEPHAAT                                                     |            |
|        | Edifício à Rua do Carvalho, 61                                                                            |                  |                              | bem tombado pelo CONDEPHAAT                                                     |            |
|        | Edifício à Rua do Carvalho, 63                                                                            |                  |                              | bem tombado pelo CONDEPHAAT                                                     |            |
|        | Edifício à Rua do Carvalho, 65                                                                            |                  |                              | bem tombado pelo CONDEPHAAT                                                     |            |
|        | Edifício à Rua do Carvalho, 67                                                                            |                  |                              | bem tombado pelo CONDEPHAAT                                                     |            |
|        | Edifício à Rua do Carvalho, 69                                                                            |                  |                              | bem tombado pelo CONDEPHAAT                                                     |            |
|        | Edifício à Rua do Carvalho, 7                                                                             |                  |                              | bem tombado pelo CONDEPHAAT                                                     |            |
|        | Edifício à Rua do Carvalho, 70                                                                            |                  |                              | bem tombado pelo CONDEPHAAT                                                     |            |
|        | Edifício à Rua do Carvalho, 71                                                                            |                  |                              | bem tombado pelo CONDEPHAAT                                                     |            |
|        | Edifício à Rua do Carvalho, 73                                                                            |                  |                              | bem tombado pelo CONDEPHAAT                                                     |            |
|        | Edifício à Rua do Carvalho, 75                                                                            |                  |                              | bem tombado pelo CONDEPHAAT                                                     |            |
|        | Edifício à Rua do Carvalho, 80                                                                            |                  |                              | bem tombado pelo CONDEPHAAT                                                     |            |
|        | Edifício à Rua do Carvalho, 9                                                                             |                  |                              | bem tombado pelo CONDEPHAAT                                                     |            |
|        | Edifício à Rua do Carvalho, s/n                                                                           |                  |                              | bem tombado pelo CONDEPHAAT                                                     |            |
|        | Edifício à Rua do Carvalho, s/n (antes da 16)                                                             |                  |                              | bem tombado pelo CONDEPHAAT                                                     |            |
|        | Edifício à Rua do Carvalho, s/n (coletoria)                                                               |                  |                              | bem tombado pelo CONDEPHAAT                                                     |            |
|        | Edifício à Rua do Carvalho, s/n (garagem ao lado do nº 14)                                                |                  |                              | bem tombado pelo CONDEPHAAT                                                     |            |
|        | Edifício à Rua do Carvalho, s/n (garagem ao lado do nº 80)                                                |                  |                              | bem tombado pelo CONDEPHAAT                                                     |            |
|        | Edifício à Rua do Carvalho, s/n (garagem)                                                                 |                  |                              | bem tombado pelo CONDEPHAAT                                                     |            |
|        | Edifício à Rua do Cruzeiro, 1                                                                             |                  |                              | bem tombado pelo CONDEPHAAT                                                     |            |
|        | Edifício à Rua do Cruzeiro, 11                                                                            |                  |                              | bem tombado pelo CONDEPHAAT                                                     |            |
|        | Edifício à Rua do Cruzeiro, 2                                                                             |                  |                              | bem tombado pelo CONDEPHAAT                                                     |            |
|        | Edifício à Rua do Cruzeiro, 3                                                                             |                  |                              | bem tombado pelo CONDEPHAAT                                                     |            |
|        | Edifício à Rua do Cruzeiro, 4                                                                             |                  |                              | bem tombado pelo CONDEPHAAT                                                     |            |
|        | Edifício à Rua do Cruzeiro, 4350                                                                          |                  |                              | bem tombado pelo CONDEPHAAT                                                     |            |
|        | Edifício à Rua do Cruzeiro, 4360                                                                          |                  |                              | bem tombado pelo CONDEPHAAT                                                     |            |
|        | Edifício à Rua do Cruzeiro, 4380                                                                          |                  |                              | bem tombado pelo CONDEPHAAT                                                     |            |
|        | Edifício à Rua do Cruzeiro, 6                                                                             |                  |                              | bem tombado pelo CONDEPHAAT                                                     |            |
|        | Edifício à Rua do Cruzeiro, s/n (entre 1 e 3)                                                             |                  |                              | bem tombado pelo CONDEPHAAT                                                     |            |
|        | Edifício à Rua do Cruzeiro, s/n (entre nº 4360 e nº 4380)                                                 |                  |                              | bem tombado pelo CONDEPHAAT                                                     |            |
|        | Igreja Matriz de São Luiz do Paraitinga                                                                   |                  | 23° 13′ 20″ S, 45° 18′ 37″ O | bem tombado pelo CONDEPHAAT                                                     |            |
|        | Sobrado à Praça Oswaldo Cruz                                                                              |                  | 23° 13′ 19″ S, 45° 18′ 41″ O | bem tombado pelo CONDEPHAAT                                                     |            |

∑ 429 items.